# Haubenkauz
Der Haubenkauz (Lophostrix cristata) ist die einzige Art der Gattung Lophostrix innerhalb der Eigentlichen Eulen (Strigidae).
Diese mittelgroße Eule lebt in den Regenwäldern Mittel- und Südamerikas.

Verbreitungsgebiet des Haubenkauz

## Merkmale
Der Haubenkauz erreicht eine Größe von durchschnittlich 40 Zentimetern. Die Art ist unverkennbar durch ihre breiten, weißen „Augenbrauen“, die sich von der Gesichtsmitte bis in die Ohrbüschel ziehen. Das Gefieder ist ansonsten braun, wobei die Rückenseite deutlich dunkler ist. Der Bauch und die Brust sind mit einer dunkelbraunen Sprenkelung versehen. Die Augen der mittelamerikanischen Unterart Lophostrix cristata stricklandi sind gelb-orange, die der südamerikanischen Tiere dunkelbraun. Das Gesicht ist dunkel- bis schwarzbraun.

## Verbreitung und Lebensraum
Der Haubenkauz lebt in feuchten Regenwäldern Mittel- und Südamerikas. Dabei kommt die Unterart Lophostrix cristata stricklandi vom südlichen Mexiko südwärts in allen Regenwaldgebieten Mittelamerikas sowie in Costa Rica vor. Lophostrix cristata wedeli lebt im nördlichen Südamerika sowie in Mittelamerika bis nach Panama. Südlich dieser Verbreitung findet man die dritte Unterart sowie Nominatform Lophostrix cristata cristata. Die Verbreitung reicht dabei von Ebenen auf Meeresspiegelniveau bis in die Nebelwälder in 2000 Metern Höhe.

## Lebensweise
Obwohl die Art in einigen Teilen Mexikos und Costa Ricas nicht selten ist, ist nur relativ wenig bekannt über die Lebensweise der Tiere. Sie sind strikt nachtaktiv und ernähren sich vor allem von großen Insekten (primär Käfer) und anderen Gliederfüßern, vor allem Tausendfüßer. Daneben jagen sie Kleinsäuger. Dabei jagen die Tiere meist im Innern des Waldes sowie an den Ufern von Flüssen und Seen.
Die Brutsaison beginnt im Februar und endet im Mai. Dabei ist der Haubenkauz ein Höhlenbrüter und baut sein Nest vor allem in hohlen Bäumen. Die Jungen verlassen die Eltern im September.